# Punkt doświadczenia

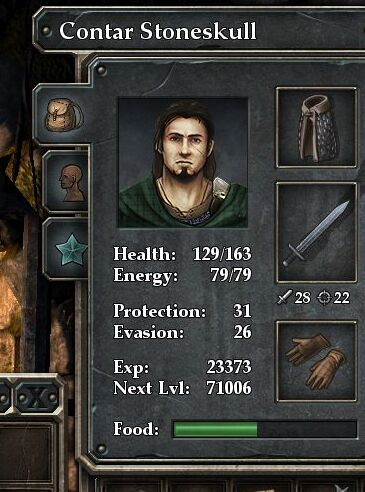
Interfejs postaci z gry fabularnej, widzimy na nim obecnie posiadane punkty doświadczenia (23373), oraz ilość punktów doświadczenia potrzebnych do uzyskania następnego poziomu (71006)

Punkty doświadczenia (PD lub EXP (XP) od experience point) – wyznacznik aktywności gracza w tradycyjnych grach fabularnych oraz ich komputerowych odpowiednikach (cRPG). PD są zwykle przyznawane na końcu sesji, przygody lub kampanii. Najczęściej są przyznawane za pokonanie przeciwnika, lecz mistrz gry może przyznać je graczowi za wyjątkowy pomysł, wczucie się w postać itp., w zależności od systemu.
Liczba przyznawanych PD jest wyznaczana przez dany system gry fabularnej, lub opiera się na logice i uczciwości mistrza gry. Gracz może rozdysponować przydzielone PD na rozwinięcie cech, umiejętności lub innych współczynników postaci, opierając się na mechanice gry w danym systemie.
W grach opartych na Dungeons & Dragons (D&D), nagromadzenie wystarczającej liczby punktów doświadczenia podnosi poziom postaci gracza o jeden np.: z 1 na 2. Awansowanie na wyższy poziom zwiększa umiejętności postaci, a statystyki wzrastają co ułatwia graczowi wykonywanie zadań (questów), które zwykle stają się coraz trudniejsze w trakcie rozgrywki.
Typowe poziomy są związane z klasą postaci gracza, gry (większość z nich) pozwalają graczowi dostosować rozwój postaci do własnych potrzeb. Niektóre systemy rozwoju są oparte na kupowaniu za punkty, np. umiejętności, perków, czy broni, więc gracz musi zebrać odpowiednią liczbę punktów, żeby mógł mieć dostęp do coraz to bardziej skomplikowanych możliwości.
Czasami gry mają limitowany wzrost poziomu doświadczenia np. w internetowej grze RuneScape, gracz nie może osiągnąć poziomu wyższego niż 138 oraz nie może mieć więcej niż 200 milionów XP, chociaż gry MMO mają dynamiczny maksymalny poziom doświadczenia, który zależy od stylu życia gracza (wzrasta stopniowo do osiągnięcia max.).